# Ачкасар
Ачкасар (јерм. Աչքասար) је вулкански планински врх у северозападној Јерменији, на граници између марзева Лори и Ширак, близу границе са Грузијом.
Са надморском висином од 3.196 метара представља највиши врх Џавахетских планина.